# كلاوديو موسكا
كلاوديو موسكا (بالإسبانية: Claudio Mosca)‏ (4 أبريل 1991 ببرنال في الأرجنتين - ) هو لاعب كرة قدم أرجنتيني في مركز الوسط. شارك مع منتخب الأرجنتين تحت 20 سنة لكرة القدم. أما مع النوادي، فقد لعب مع أرسنال ساراندي ونويفا شيكاجو وسانتياغو مورنينغ ‏ وUniversitario de Sucre ‏ وGuillermo Brown de Puerto Madryn ‏.

## وصلات خارجية
- كلاوديو موسكا على موقع قاعدة بيانات كرة القدم.إي يو (الإنجليزية)
- كلاوديو موسكا على موقع Soccerway.com (الإنجليزية)